# آرثر كيوزاك
آرثر كيوزاك (بالإنجليزية: Arthur Cusack)‏ هو مدرب سباحة ‏ أسترالي، ولد في 9 سبتمبر 1919 في ماريبورو في أستراليا، وتوفي في 2000 في بريزبان في أستراليا.